# Schlacht von Bapheus
Die Schlacht von Bapheus fand am 27. Juli 1302 zwischen der osmanischen Armee unter Osman I. und einer byzantinischen Streitmacht unter Georgios Muzalon statt. Der osmanische Sieg läutete die Eroberung des byzantinischen Bithynien durch die Osmanen ein. Halil İnalcık zufolge erhielt der osmanische Staat seine charakteristische Prägung in dieser Schlacht.

## Strategischer Hintergrund
Osman I. trat um 1282 die Herrschaft über eine verhältnismäßig kleine Gruppe der Türken an und führte in den nächsten zwei Dekaden Plünderungszüge in die Grenzgebiete des byzantinischen Bithynien durch. Im Jahr 1301 belagerten die Osmanen Nikäa, die frühere Hauptstadt des Byzantinischen Reiches. Die türkischen Überfälle hatten für die Hafenstadt Nikomedia eine Hungersnot zur Folge, da die wiederholten Angriffe das Einbringen der Ernte verhinderten.
Im Frühjahr 1302 führte Kaiser Michael IX. (regierte von 1294/95 bis 1320) seine Truppen auf einem Feldzug bis nach Magnesia, dem heutigen Manisa. Die Türken vermieden wegen der Größe der Armee eine offene Feldschlacht. Michael wollte die Türken zur Schlacht zwingen, aber seine Generäle brachten ihn davon ab. Die Türken nahmen stattdessen ihre Plünderzüge wieder auf und schlossen den Kaiser bei Magnesia ein. Seine Armee löste sich ohne dass es zur Schlacht kam auf, da die Männer zu ihren Familien zurückkehrten, um sie vor türkischen Überfällen zu schützen. Michael war gezwungen, sich auf dem Seeweg zurückzuziehen.

## Schlacht
Um der Bedrohung von Nikomedia entgegenzutreten, entsandte Michaels Mitkaiser Andronikos II. Palaiologos eine byzantinische Armee (nur etwa 2000 Mann stark) unter dem megas hetaireiarches Georgios Mouzalon über den Bosporus, um die Stadt zu sichern.
In der Ebene von Bapheus (altgriechisch Βαφεύς), einer nicht lokalisierten, vielleicht östlich von Nikomedia, aber in jedem Falle in Sichtweite der Stadt gelegenen Örtlichkeit, trafen die byzantinischen Truppen am 27. Juli 1302 auf 5000 türkische Reiter, die von Osman selbst befehligt und die durch türkische Verbündete aus Paphlagonien und der Region des Flusses Mäander verstärkt wurden. Die zahlenmäßig weit überlegenen türkischen Reiter griffen die Byzantiner an und durchbrachen ihre Schlachtlinie, was Mouzalon zum Rückzug nach Nikomedia zwang.
Entscheidend war dabei die Desertion einheimischer Truppen, die die Hälfte der Armee stellten. Die andere Hälfte bestand nämlich aus angeworbenen Alanen, zu deren Ausstattung den byzantinischen Soldaten die Pferde entzogen worden waren (Pachymeres).

## Folgen
Bapheus war einer der ersten Siege des entstehenden Osmanischen Reichs und von großer Bedeutung für dessen spätere Expansion: Die Byzantiner verloren die Kontrolle über das ländliche Bithynien und zogen sich in ihre Festungen zurück. Diese fielen wegen ihrer isolierten Lage der Reihe nach an die Osmanen. Die byzantinische Niederlage bewirkte auch eine Auswanderungswelle der kleinasiatischen Christen in die europäischen Reichsteile, was die Demographie in Kleinasien zu Gunsten der Türken verschob. Zusammen mit dem Desaster bei Magnesia, das es den Türken erlaubte, sich an der Küste der Ägäis festzusetzen, läutete Bapheus den endgültigen Verlust Kleinasiens für das Byzantinische Reich ein. Die osmanische Eroberung Bithyniens war trotzdem ein zäher Prozess; die letzte byzantinische Besitzung, Nikomedia, fiel erst 1337 an die Türken.